# سرهی سربرننیکوف
سرهی سربرننیکوف (اوکراینی: Сергій Серебренніков؛ زادهٔ ۱ سپتامبر ۱۹۷۶) بازیکن فوتبال اهل اوکراین است.
از باشگاه‌هایی که در آن بازی کرده‌است می‌توان به باشگاه فوتبال شینیک یاروسلاول، باشگاه فوتبال رویال شارلوا، باشگاه فوتبال سرکل بروژ، باشگاه فوتبال دینامو کی‌یف، و باشگاه فوتبال کلوب بروژ اشاره کرد.
وی همچنین در تیم ملی فوتبال اوکراین بازی کرده‌است.